# Borghi
Pour les articles homonymes, voir Borghi (homonymie).
Borghi est une commune de la province de Forlì-Cesena en Émilie-Romagne (Italie).

## Géographie
Construit sur un piton rocheux, à 250 mètres d'altitude entre les fleuves Uso et Rubicon. À 7 km de Santarcangelo, 17 km de Rimini.

## Histoire
La conformation du territoire, et la position stratégique, a rendu possible la formation de beaucoup de châteaux et les forteresses même placées à proximité les unes des autres. Borghi, est l’exemple typique de commune "assemblée" de plusieurs villages ou frazioni, autrefois autonomes.

### Borghi (Castrum Podii Burgorum)
Nous pouvons affirmer avec sûreté que ce fut San Giovanni in Galilea le territoire le plus anciennement peuplé, ou mieux, c’est dans cette zone que nous avons traces du premier et plus ancien château.
Le « Code bavaro » (ou livre en papyrus sur lequel étaient notés les possessions et les territoires méridionaux, jusqu'à Pérouse), de l'Église de Ravenne) du Xe siècle, en effet, mentionne San Giovanni en Galilea mais pas Converseto duquel on a traces en 978. On présume donc que San Giovanni remonte bien avant cette date.
Poggio de'Borghi par contre fut achevé autour de 1300, et eut la fortune de réunir les localités voisines de Converseto et de Raggiano dans un unique centre qui assuma l'état de Commune autour de 1350.  Jusqu'au XVIe siècle il fut presque exclusivement lieu de refuge et de stockage de produits agricoles, avec à l'intérieur des murs, le Palais communal et celui édifier par Camillo Sassatelli, peu de maisons et des caves souterraines.

### San Giovanni in Galilea
C’est la plus ancienne installation qui domine les vallées de l’Uso, du Rubicon et du Marecchia. C'est un village entouré des ruines des fortifications des XIVe et XVe siècles, et dominée à l’ouest par ce qui reste de la Rocca (palais Malatesta du XVIe siècle). Il était déjà habité dans la période énéolithique grâce aux traces analogues à celles retrouvées dans la Rocca de Verucchio, que nous pouvons attribuer aux premières installations de la civilisation étrusque qui évidemment colonisait la basse Romagne de manière assidue, probablement vers le IVe siècle av. J.-C. Les Celtes Sénons, comme attesterait même le toponyme "Galilea" (synonyme de "Gaule"). 
À l’époque romaine ce fut "Conciliabolo", lieu de meeting en occasion de fêtes religieuses et de marchés, pour les habitants disséminés dans les petits villages. Entre le VIe et le VIIe siècle, fut construit, à peu à de distance du col, à la croisée de diverses routes, un  prieuré ou église de missionnaires et d’ouvriers de Ravenne, pour la colonisation et l’évangélisation du territoire. Puis fut domaine ecclésiastique de l’évêché de Rimini jusqu'au début du XIIIe siècle et ensuite passa sous la juridiction des Malatesta.
Évidemment nous avons une histoire parallèle et similaire à celle de Poggio de'Borghi, d’autant qu’après la défaite de Sigismondo Pandolfo, œuvre du pape Pie II, fut concédé en vicariat, en 1464, à Carlo Malatesta, fidèle à la papauté. Les Malatesta gouvernèrent pour 200 ans sur San Giovanni, le dernier descendant fut Sigismondo II Malatesta qui compléta la construction de la Rocca et de l'église de S. Pietro, édifiée vers le milieu du XVe siècle par le cousin Pandolfo II. À sa mort, en 1654, San Giovanni passa sous l’administration directe du Saint-Siège.

### Le Château de San Martino in Converseto
Le château dont il ne reste que des ruines, a été construit probablement au XIIe siècle près d'une église du XIe siècle. L'ensemble, aujourd'hui disparu, du château, de l’église Santa Margherita et du palais communal a formé une communauté autonome, sui iuris jusqu'au XVIIe siècle puis dépendit des Malatesta de Rimini et de Sogliano.
Le château fut détruit, comme Raggiano, par la compagnie du comte Lando et ensuite reconstruit. Le 21 mars 1621, il fut vendu par Sigismondo II de Malatesta à Francesco Sacrati (futur cardinal) pour le prix de 2 000 écus. Il passa ensuite à ses héritiers, le marquis Tomaso et Alfonso Sacrati.
En 1645, il fut transmis au Saint-Siège.

## Fêtes, foires
- Deuxième dimanche de mai: la fête de Bustreng. C'est une tarte rustique et savoureuse faite à base de sang de cochon et d'oignons dont les charcutiers locaux gardent jalousement le secret de fabrication.

## Administration
| Période                                  | Période  | Identité               | Étiquette    | Qualité |
| ---------------------------------------- | -------- | ---------------------- | ------------ | ------- |
| 14 juin 2004                             | En cours | Mirella Mazza In Bucci | Lista Civica |         |
| Les données manquantes sont à compléter. |          |                        |              |         |

### Hameaux
San Giovanni in Galilea, Calbana, Converseto, Raggiano, Poggio de'Borghi

### Communes limitrophes
Longiano, Poggio Berni, Roncofreddo, Santarcangelo di Romagna, Sogliano al Rubicone, Torriana

### Évolution démographique
Habitants recensés

### Ethnies et minorités étrangères
Selon les données de l’Institut national de statistique (ISTAT) au 1er janvier 2011 la population étrangère résidente était de 190 personnes.
Les nationalités majoritairement représentatives étaient :
| Pos. | Pays    | Population |
| ---- | ------- | ---------- |
| 1    | Maroc   | 70         |
| 2    | Albanie | 30         |